# Раротонгский пёстрый голубь
Раротонгский пёстрый голубь (Ptilinopus rarotongensis) — уязвимая эндемичная птица отряда голубеобразных семейства голубиных, обитающая на островах Раротонга и Атиу (Острова Кука). Традиционное название — кукупа (Kūkupa).

## Описание
Раротонгский пёстрый голубь имеет ярко-пурпурную метку на голове. На голове, груди и верхней части спины преобладает бледно-серое оперение. У подвида птицы, обитающей на острове Раротонга, брюшко окрашено в жёлтый цвет с небольшими участками пурпурного цвета. У подвида с острова Атиу брюшко имеет бледно-зеленовато-жёлтый оттенок. Остальная часть птицы в основном окрашена в зелёный цвет, за исключением жёлтых кончиков перьев на крыльях: кроющие перья крыла, вторичные и третичные маховые перья зелёные с тонкой жёлтой каймой. Концы хвостовых перьев серые. Восковица красноватая. По внешним признакам самцы и самки практически ничем не различаются. У птенцов на голове отсутствуют пурпурные или красные метки как у взрослых особей.
Длина птицы варьируется от 20 до 24 см, длина крыла 127-139 мм, хвоста 82-92 мм, клюва 9-11 мм, цевки 20-27 мм. Вес не определён. Мелкая, относительно короткохвостая птица.

## Распространение

### Ареал
Раротонгский пёстрый голубь является эндемиком островов Кука. Выделяется два подвида: лат. Ptilinopus rarotongensis rarotongensis, обитающий на острове Раротонга, и лат. Ptilinopus rarotongensis goodwini, обитающий на острове Атиу.

### Место обитания
На острове Раротонга раротонгский пёстрый голубь обитает на склонах гор и в горных лесах, в Атиу — в лесах макатеа. Птица также встречается в сельских местностях обоих островов. Наиболее благоприятной для их жизни является внутренняя холмистая часть островов. Вид избегает участков, где нет леса.

## Образ жизни
Раротонгский пёстрый голубь питается в основном плодами баньяна и других деревьев (это отразилось в английском названии птицы — «Cook Islands fruit-dove»), а также небольшими насекомыми. Мелкие (5-8 мм) плоды поедает целиком, из крупных выклёвывает куски. Во время кормления передвигается в кроне дерева прыжками и часто повисает вниз головой, дотягиваясь до плодов на кончиках веток. Держится поодиночке или парами.
Полёт быстрый и прямой, с частыми взмахами крыльев, во время которых слышится свистящий звук. Перелетая долины, птица взлетает высоко над кронами деревьев.
Период гнездования — июль-сентябрь. Брачное поведение не описано. Экземпляры, добытые в июле и сентябре, находились в состоянии готовности к размножению, в яйцеводе находилось два яйца, что необычно для данного рода голубей. Птенцы начинают летать уже спустя 16 дней после вылупления из яйца.
Значительное сокращение популяции этих птиц связано с постоянными набегами крыс и домашних кошек, которые были завезены на Раротонгу европейцами. В 1973 году было выяснено, что птица обычна во внутренних районах острова, популяция оценивалась в 2-3 тысячи особей. Позже было установлено, что популяция не превышает 100 особей. На Атиу вид достаточно многочислен и обычен. В прошлом раротонгские пёстрые голуби населяли острова Мауке и Аитутаки.